# 14-й артиллерийский полк (Великобритания)
14-й полк королевской артиллерии (англ. 14th Regiment Royal Artillery), также 14-й артиллерийский полк — учебное подразделение Королевского полка артиллерии, часть Британской армии.

## История
14-й артиллерийский полк был сформирован в Вулвиче в марте 1900 года из личного состава 28-й полевой бригады, которая участвовала во всех крупных сражениях на Западном фронте Первой мировой войны и в Восточноафриканских сражениях Второй мировой войны. 25-фунтовые орудия полка участвовали в битве при Кэрэне весной 1941 года и принесли победу британским войскам над итальянскими.
В 1947 году 14-й полк был переименован в 14-й полк королевской полевой артиллерии (англ. 14th Field Regiment Royal Artillery). Он нёс службу в Индии, Гонконге, Корее, Адене и Северной Ирландии. В 1971 году он был расформирован, позднее в декабре 1984 года восстановлен в Ларкхилле и стал учебным полком поддержки при Королевской школе артиллерии. Изначально он состоял из трёх батарей: 1-я («Пиджаки»), 132-я (Бенгальские ракетные войска) и 176-я (Абу Кли).

## Структура
В составе полка есть три батареи: 1-я батарея «Пиджаки» (учебная поддержка, «искать и защищать»), 24-я (ирландская) батарея (отряд 2-й фазы, подготовка специалистов) и 34-я (серингапатамская) батарея (учебная поддержка, «атаковать и внедряться»).

### 1-я батарея
1-я батарея «Пиджаки» (англ. 1 Battery "The Blazers") оказывает поддержку Королевской артиллерии, предоставляя личный состав и вооружение. Батарея уникальна в своём роде, поскольку оснащена абсолютно всеми образцами артиллерии, ракетного и радиоэлектронного вооружения, состоящими на вооружении британских войск. Срок службы в батарее составляет обычно два года. Есть штаб-квартира, состоящая из трёх отделов: отдел общей поддержки (из четырёх малых отделений, отвечает за РСЗО и акустические приборы), полевой отдел (отвечает за САУ AS-90, гаубицы L118 и радары MAMBA) и отдел противовоздушной обороны (ЗРК FSB2 «Рапира», БТР «Стормер», ПЗРК «Джавелин» и автомобили ADCIS).
Вооружение на июль 2015 года:
- 7 x САУ AS-90
- 6 x гаубицы L118 Light Gun
- 5 x РСЗО
- 1 БТР FV432 (визуальное наблюдение)
- 1 БТР FV432 (акустическое наблюдение)
- 4 x ЗРК FSB2 «Рапира»
- 2 автомобиля ADCIS
- 6 x БТР «Стормер»

### 24-я батарея
24-я (ирландская) батарея (англ. 24 (Irish) Battery) классифицируется как учебное подразделение второй фазы (англ. Phase 2) и отвечает за подготовку индивидуальных специалистов в наземной артиллерии, противовоздушной обороне, телекоммуникациях и связи и вождении автомобилей и БТР. В штаб батареи входят майор, капитан и сержант-майор. Штаб состоит из двух отделений: отделение подготовки под командованием капитана отвечает за обучение специалистов и их отправку в другие подразделения; отделение набора отвечает за обучение новобранцев в Королевской школе артиллерии.

### 34-я батарея
34-я (серингапатамская) батарея (англ. 34 (Seringapatam) Battery) является единственным боевым подразделением полка. Численность батареи — 160 человек, которые набираются из каждого полка королевской артиллерии (ближняя поддержка, общая поддержка, разведка и обнаружение целей, противовоздушная оборона, парашютно-десантные войска и коммандос). Батарея является крупнейшей в королевской артиллерии. На вооружении состоят:
- 4 САУ AS-90
- 12 гаубиц L118 Light Gun
- 4 БТР для визуального наблюдения FV514

Батарея выполняет ряд обязательств перед Королевским полком артиллерии, Пехотным учебным центром в Уорминстере, Школой армейской авиации в Миддл-Уоллоп, Королевской военной академией в Сандхерсте, Британским военно-научным колледжем в Шривенэме и другими военными институтами. Батарея участвует в курсах Королевской артиллерийской школы: Курсы молодых офицеров, Курсы карьеры канониров, Командно-артиллерийские системы, Атака и целеуказание. Присутствие первых лиц государств на учениях является обыденной вещью, также батарея уникальна тем, что для гостей специально проводит импровизированный артобстрел: гости, находящиеся в хорошо защищённом бункере, могут принять участие в своеобразной исторической реконструкции, на собственном опыте ощутив последствия артиллерийского обстрела. 